# Sven Rothenberger
Sven-Günter Rothenberger (* 1. Juni 1966 in Frankfurt am Main) ist ein deutscher und niederländischer Unternehmer und ehemaliger Dressurreiter.

## Leben
Sven Rothenberger besuchte die Humboldtschule in Bad Homburg vor der Höhe. Nach Abitur und der Ausbildung zum Groß- und Außenhandelskaufmann studierte er Betriebswirtschaftslehre.
Im Reitsport (sein Vater Günther hatte Gestüt Erlenhof erworben) trat er zunächst für Deutschland an. So gewann er im Jahr 1990 mit Andiamo als erster Deutscher den Weltcup. Aus familiären Gründen wechselte er 1994 in die Niederlande, um gemeinsam mit seiner Frau Gonnelien in einem Team zu reiten. 1996 in Atlanta waren sie das erste Ehepaar, das gemeinsam eine Silbermedaille bei Olympischen Spielen gewinnen konnte.
Auch die gemeinsamen Kinder sind im Pferdesport aktiv. Tochter Sanneke Rothenberger gewann in den Altersklassen der Ponyreiter, Junioren und Junge Reiter Medaillen bei Deutschen und Europameisterschaften der Dressurreiter. Der knapp zwei Jahre jüngere Sohn Sönke Rothenberger gewann als Ponyreiter und Junger Reiter ebenfalls Medaillen bei Deutschen und Europameisterschaften der Dressurreiter, tritt daneben auch in Springprüfungen bis hin zur schweren Klasse an. Beide starten im Sport für Deutschland.
Bei den Weltreiterspielen 2010 war Rothenberger als Co-Kommentator bei den Dressurübertragungen auf Eurosport tätig.

## Erfolge
- 1990: Mannschaftsweltmeister auf Ideaal in Stockholm
- 1991: Einzel- und Mannschaftseuropameister auf Andiamo in Donaueschingen
- 1993: Vizeeuropameister in der Kür auf Andiamo in Lipica
- 1994: Vizeweltmeister mit der Equipe und Einzel Dritter im Grand Prix Spécial auf Dondolo in Den Haag
- 1995: Europameisterschaft Einzel Dritter und Mannschafts Zweiter auf Olympic Bo in Bad Mondorf
- 1996: Olympische Spiele Einzel Dritter und Mannschaft Zweiter auf Weyden in Atlanta
- 1997: Vizemannschaftseuropameister auf Weyden in Verden
- 2004: Olympische Spiele Mannschaftsvierter auf Barclay in Athen
- 2005: Vizemannschaftseuropameister auf Barclay in Hagen

## Tätigkeit als Unternehmer
Rothenberger ist Vorstand der a.a.a. aktiengesellschaft allgemeine anlageverwaltung in Frankfurt am Main und der Diskus Werke AG. Außerdem erwarb er 2010 die Melita Essigfabrik.